# Niger (folyó)

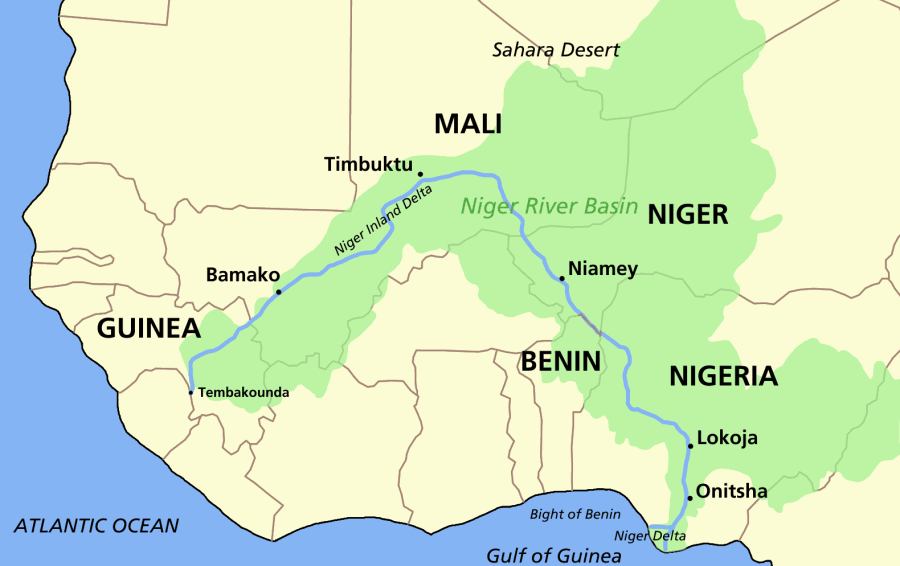
A Niger térképe, zölddel a folyó medencéje. Mint látható, Guinea területén indul, a szárazföld felé fordul, és Nigériában éri el az óceánt.

A Niger Nyugat-Afrika legfontosabb folyója. Hossza mintegy 4180 kilométer, ezzel a világ 11. leghosszabb folyója.
Keresztülfolyik Guinea, Mali, és Niger államokon, Benin határán, majd Nigérián és sokágú deltával ömlik a Guineai-öbölbe. (Deltájának folyóit Olaj-folyókként ismerik). A Niger Afrika harmadik leghosszabb folyója a Nílus és a Kongó után. Legjelentősebb mellékfolyója a Benue. A Niger medencéje 10 országra terjed ki, a kontinens 7,5%-át jelenti, és több mint 20 afrikai nép életének meghatározója.

## A név eredete

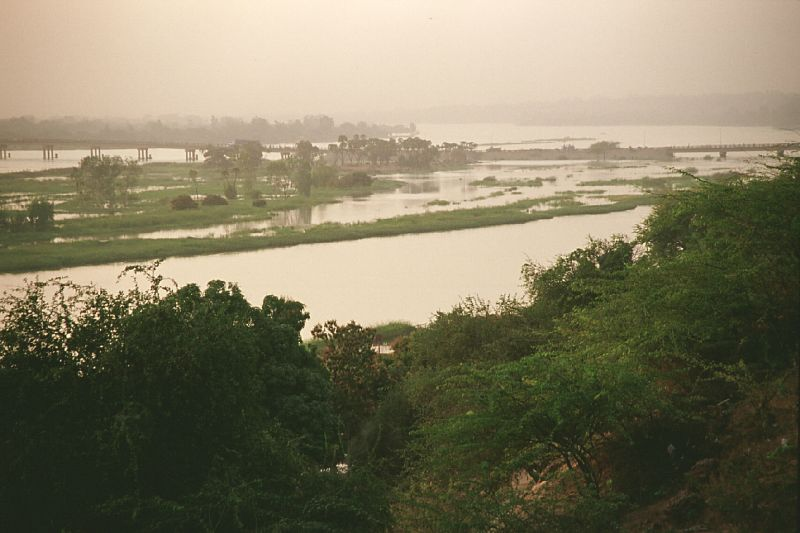
A Niger folyó Niamey-nél

A Niger név eredete ismeretlen. Vannak feltételezések, hogy a latin „niger”, azaz „fekete” szóból származhat. De a terület portugál felfedezői számára természetesebb lett volna, mint más példák is mutatják, ha a saját nyelvükön nevezik meg a folyót, portugálul pedig „Negro” lett volna a név. Ugyanakkor a Niger nem fekete vizű, mint például a Rio Negro. Valószínűbbnek tűnhetne a szó bennszülött eredete, de a Niger folyása mellett beszélt 30 nyelvben nem sikerült megtalálni a név meggyőző megfelelőjét. Van egy olyan elmélet, amely szerint a folyó középső folyásánál, Timbuktu (franciául Tombouctou) környékén használt tuareg kifejezés gher n gheren „folyók folyója” (lerövidítve ngher), lehet a szó eredete.
Nigéria és Niger államokat a folyóról nevezték el.

## Más nevei
A Niger mentén élő népek több különböző nevet használnak a folyóra, mint Jeliba (Manding nyelven), vagy Isa Ber, „nagy folyó” (szonghaj nyelven). Már az ókori rómaiak is hallottak a folyóról, és ők úgy nevezték: Dasibari. A folyó középső és alsó folyására használták a Quorra nevet is, amelynek szintén ismeretlen az eredete.

## Képe Európában
Az ókori rómaiak azt hitték, hogy a Timbuktu közelében haladó folyó a Nílus része. Később Ibn Battuta is osztotta ezt a nézetet, és még a 17. századi európai utazók is azt gondolták, hogy nyugat felé haladva a Szenegál folyóba ömlik. A helyiek közül nyilván sokan tudták a valóságot, az európaiak számára azonban csak a 19. század vége felé vált ismertté a teljes folyás. (Korábban, 1830-ban Richard és John Lander angol kutatók bizonyították be, hogy a folyó a Guineai-öbölbe ömlik.)
1878-ban már négy brit társaság hajózott a Niger folyón, mélyen a szárazföld belsejébe. A folyami közlekedés hatalmas lökést adott a faipar és az ültetvények (olajpálma, gumi) fejlődésének a Niger övezetében. A hajózhatóság további javítására számos terv létezik.

## Földrajz

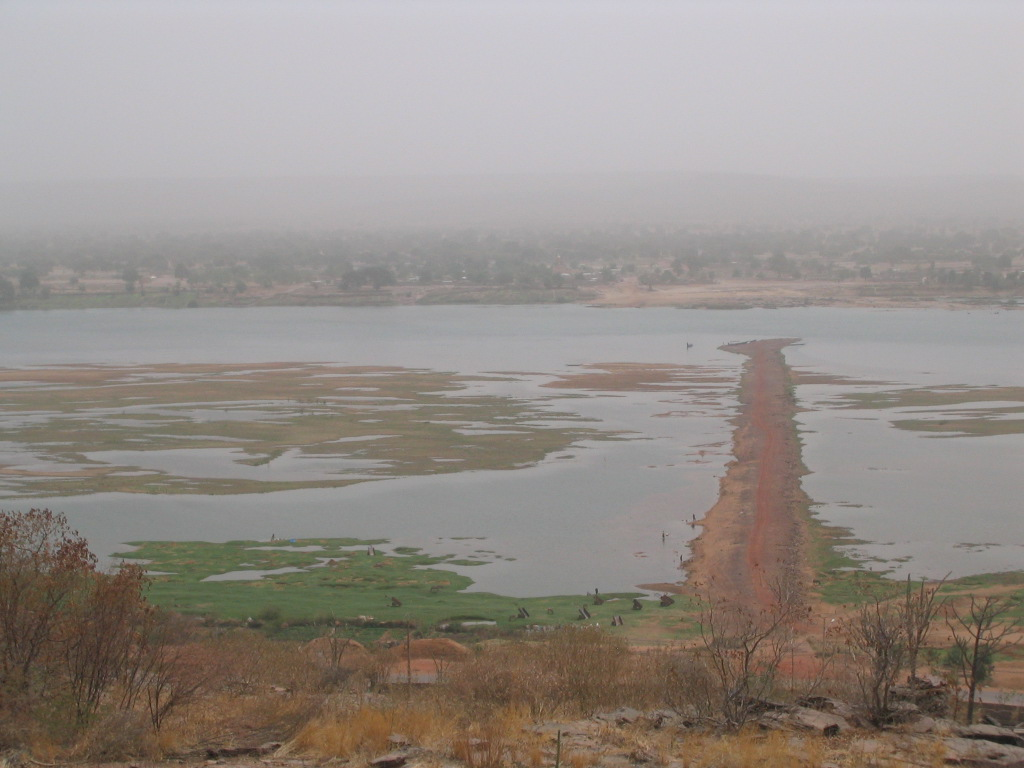
A Niger Koulikoro közelében

A Niger folyásának különleges, bumeráng alakja más nagy folyókéhoz képest még a földrajztudósok számára is meghökkentő. A folyó forrása mindössze 240 kilométerre van az Atlanti-óceántól, de a folyó a tengerrel ellentétes irányba indul, a Szahara felé, hogy aztán éles jobb kanyar után a Guineai-öböl felé vegye az irányt. 
A Niger úgy vehette fel a furcsa alakot, hogy két korábban különálló folyó összeömléséből jött létre. A felső Niger Timbuktun túl, a mai kanyarig egy ma már nem létező tóba ömölhetett, a Guineai-öböl felé tartó alsó Niger pedig a tó közelében húzódó hegyekből eredhetett. Amikor Kr. e. 4000 és Kr. e. 1000 közt a Szahara elsivatagosodott, a két folyó megváltoztatta folyását, és összekapcsolódott. (Ez az elmélet általánosan elfogadott, de vannak tudósok, akik vitatják.)
Mindezek a geográfiai jellegzetességek különleges fontossággal ruházták fel a folyókanyart. Ez a Szaharához legközelebbi nagy vízforrás, és ezért a Nyugat-Szahara övezetének fő kereskedelmi csomópontjává vált. E kereskedelem haszna tette a kanyart a Mali Birodalom és Gao központjává.

## Közlekedés
A folyó délről indulva Jebba városáig (Nigéria) nagyobb kereskedelmi hajókkal is hajózható, feljebb csak kisebb hajókkal, az évszakos vízállástól függően.

## Mezőgazdaság, ipar
Az esős évszakban Guinea fennsíkjainak bőséges esői duzzasztják fel a folyót. A víz addig dagad, amíg el nem önti Mali alföldjeit, az áradás aztán egybefüggő patakok és lagúnák hálózatába oszlik, amelyek mocsaras vidéket hoznak létre. Ez a Niger „belső deltája”, egy 35 x 425 kilométeres terület Timbuktuig. Rengeteg itt a rizs-, köles- és cirokföld, amelyeket az áradások táplálnak. A mocsárvidéken túl öntözött területek húzódnak. (Még ma is bőrből készült tartályokat használnak az öntözéshez, mert a víz használatához kötődő bonyolult jogviszonyok lehetetlenné tették a csatornák építését – viszont így a vízben tenyésző paraziták is kevésbé terjednek.)
Az áradás időszakában a halak, mint a nílusi sügér, tömegével vándorolnak a mocsárvidékre az íváshoz. December és március között a vizek visszahúzódnak, és a sekélyesekben rengeteg könnyen kihalászható hal marad hátra. De a Niger fő folyása is bővelkedik halakban. Nigériában, New Bussa közelében a Kainji gát nagy halászati központtá vált, bár elsődlegesen a Kainji vízierőmű energiaellátására készült.
A Niger egy 70 000 négyzetkilométeren elterülő komplex deltán keresztül ömlik az óceánba. Az Írország nagyságú deltarégióban olyan bőséges kőolajlelőhelyek vannak, melyek 1956 után a világ első tíz olajtermelője és -exportőre közé emelték Nigériát. A régióban nagy mennyiségben nő a rafiapálma is, amely nélkülözhetetlen nyersanyaggal látja el a helyieket a házépítéshez, a söprű- és szőnyegkészítéshez. A fa hajtásaiból készül a helyi gin. 
Az 1950-es évektől gyakori aszályok jelentősen csökkentették a Niger szintjét, 1985 és 1990 közt számos szakasz ki is száradt.

## Természetvédelem
Hegesztési hibák miatt 2008-ban a Shell egyik kútjából kőolaj jutott a Niger folyóba, amelynek elhárítása Bodó város lakosai szerint elégtelen, ezért pert indítanak a vállalat ellen.